# Artur London

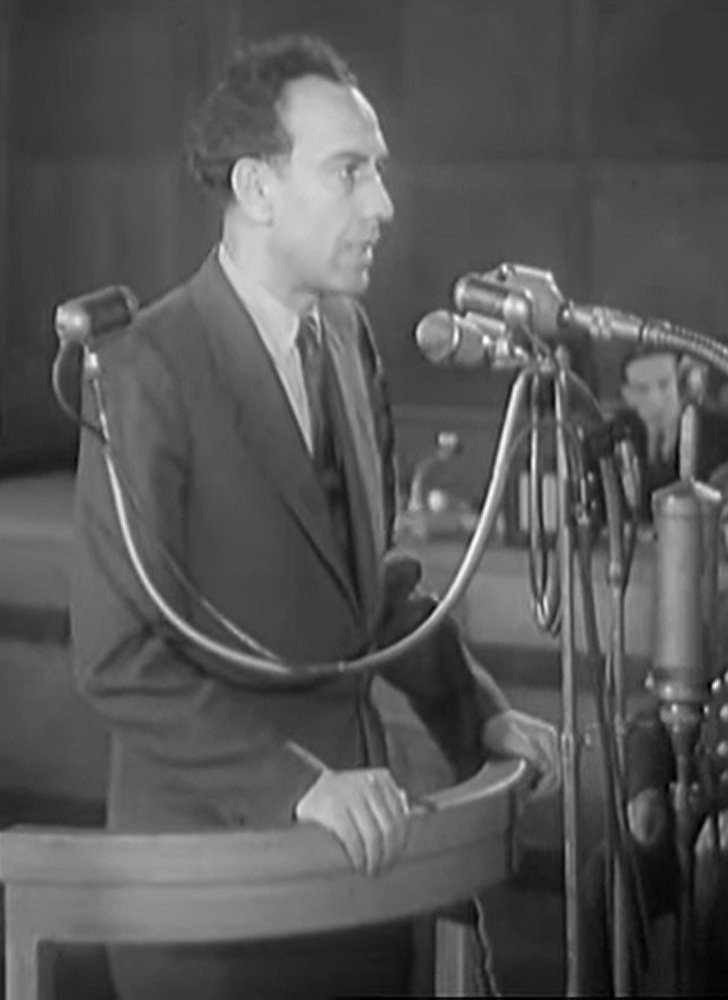
Artur London

Artur London (Ostrava, 1 februari 1915 – Parijs, 7 november 1986) was lid van het verzet in Frankrijk en communistisch minister in Tsjecho-Slowakije.

## Levensloop
London, die tot een Joodse familie behoorde, was pas veertien toen hij lid werd van de communistische jeugdbeweging. Toen hij achttien werd, sloot hij aan bij de Internationale Brigades tijdens de Spaanse Burgeroorlog.
Vanaf 1940 sloot hij zich bij het Franse verzet aan. In 1942 werd hij opgepakt en naar Mauthausen gedeporteerd.
Na de oorlog keerde hij naar Tsjecho-Slowakije terug en in 1949 werd hij er viceminister voor Buitenlandse zaken. In 1951 werd hij gearresteerd en werd een van de veertien beschuldigden (elf onder hen waren Joden) in het Proces van Praag, waarin Rudolf Slánský, secretaris-generaal van de Communistische Partij, de hoofdbeklaagde was. Onder marteling bekende London te hebben deelgenomen aan een samenzwering tegen de Staat en aanhanger te zijn van Trotski en Tito. Later werd aangetoond dat  de 'bewijzen' compleet gefabriceerd waren. Hij ontsnapte aan de doodstraf, maar werd tot levenslange opsluiting veroordeeld. In 1956 werd hij gerehabiliteerd.
In 1963 vestigde hij zich in Frankrijk. Hij schreef er Espagne... (pas in 2003 uitgegeven), gewijd aan de Spaanse Burgeroorlog, waarin hij zijn kameraden van de Internationale Brigades wilde rehabiliteren, die mee het slachtoffer waren geweest van de zuiveringsoperaties in Praag, Boedapest en Sofia.
In 1968 volgde L'Aveu, die een bestseller werd en de Prix Aujourd'hui kreeg. Hierin vertelde hij wat hij en zijn gezellen te verduren kregen tijdens het Proces in Praag. Twee jaar later werd onder dezelfde titel een film hierover gemaakt door Costa-Gavras, met Yves Montand en Simone Signoret in de hoofdrollen. Hiermee ontketende zich een hevige polemiek tussen voor- en tegenstanders binnen de linkse intelligentsia in Frankrijk en werd London als verrader verguisd door wie de vervolgingen in de Sovjetlanden voor onmogelijk of zo niet gerechtvaardigd achtten. Het boek werd een klassieker van de antitotalitaire literatuur.
In 1980 keerde het tij. Hij werd door de voormalige orthodox-communistische zanger Jean Ferrat bezongen in zijn lied Le Bilan: Vous aviez nom Kostov ou London ou Slánský. De Franse Communistische Partij zond een delegatie naar zijn uitvaart.

## Lise London
De vrouw van Artur London, geboren Lise Ricol (Montceau-les-Mines 15 februari 1916 - Parijs 31 maart 2012), was eveneens lid van de Brigades Internationales in Spanje. Ze was actief in het Franse Verzet en werd gedeporteerd naar Ravensbrück en Buchenwald. Ze werkte nauw samen met haar man, onder meer voor de vertalingen van zijn boeken.

## Publicaties

### Artur London
- Espagne..., Parijs, 2003
- L'Aveu, Parijs, Gallimard, 1968.
- L'Aveu Tome 2 : Dans l'engrenage du procès de Prague, Parijs, Gallimard, 1970.
- Aux sources de «L'Aveu», Parijs, Gallimard, 1997.

### Lise London
- L'échevau du temps (memoires)
  - La mégère de la rue Daguerre, Parijs, Le Seuil, 1995
  - Le printemps des camarades, Parijs, Le Seuil, 1998